# Ars-en-Ré
Ars-en-Ré è un comune francese di 1 350 abitanti situato nel dipartimento della Charente Marittima, nella regione della Nuova Aquitania.

## Società

### Evoluzione demografica
Abitanti censiti